# 순천만국가정원

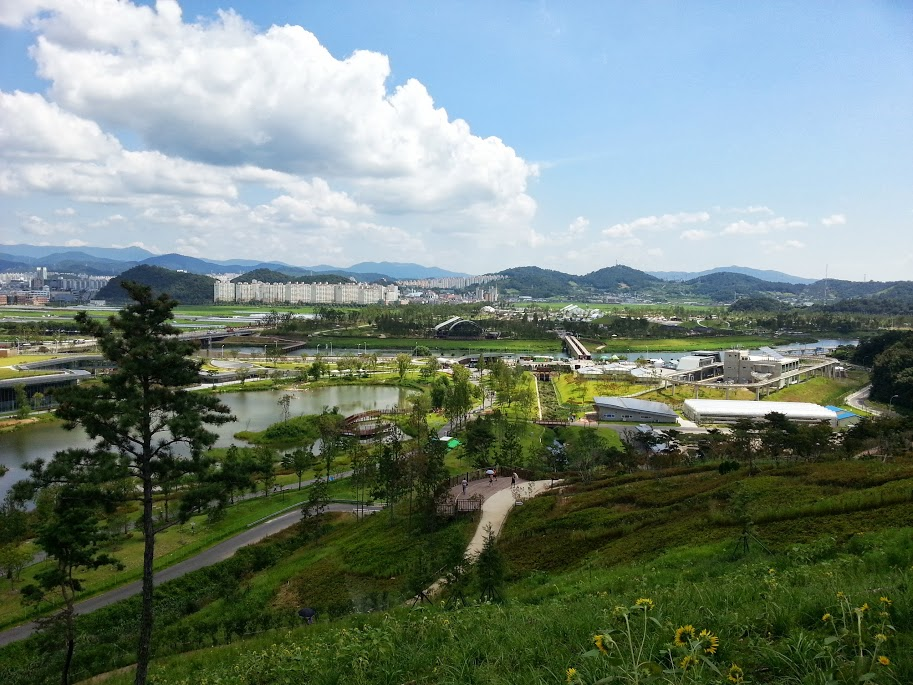
정원 박람회장 전경

순천만국가정원(順天灣國家庭園)은 대한민국 전라남도 순천시의 정원이다. 2013순천만국제정원박람회가 폐막한 후 그 회장을 개조하여 조성했다. 규모는 112만m²다. 정원에는 약 86만 그루의 나무와 장미, 해바라기, 코스모스 등 65만 그루의 꽃이 심어져있다. 순천시는 2013년 4월 20일부터 10월 20일까지 2013순천만국제정원박람회를 개최했고, 이 기간에 약 440만 명의 관광객이 순천만국가정원을 방문했다.

## 2013순천만국제정원박람회
2013순천만국제정원박람회(2013 順天灣國際庭園博覽會, International Garden Exposition Suncheon Bay Korea 2013)는 대한민국 전라남도 순천시에서 개최되었다. 대한민국에서는 처음으로 개최되는 국제정원박람회로서, 국제원예박람회 공인기구인 국제 AIPH(국제원예생산자협회)에서 A2/B1급의 국제원박람회로 2009년 9월 16일 유치가 확정되었다.
- 행사명: 순천만 국제정원 박람회
- 행사 기간: 2013년 4월 20일 ~ 10월 20일
- 장소: 전라남도 순천시 풍덕동 · 오천동 일원, 순천만(1,112천m2)
- 참가국 규모: 23개국, 83개 정원(세계정원 11개, 참여정원 61개, 테마정원 11개)

## 2023순천만국제정원박람회
2023순천만국제정원박람회(2023 順天灣國際庭園博覽會, International Garden Exposition Suncheon Bay Korea 2023)는 대한민국 전라남도 순천시에서 개최될 예정이다. 대한민국에서는 두번째 개최되는 공인 국제정원박람회로서, 국제원예박람회 공인기구인 국제 AIPH(국제원예생산자협회)에서 A2/B1급의 국제원박람회로 10년만에 재개최가 확정되었다.
- 행사명: 순천만 국제정원 박람회
- 행사 기간: 2023년 4월 1일 ~ 10월 31일
- 장소: 전라남도 순천시 풍덕동 · 오천동 일원, 순천만(1,112천m2)
- 참가국 규모: 23개국, 83개 정원(세계정원 11개, 참여정원 61개, 테마정원 11개)

### 세계정원
프랑스, 중국, 네덜란드, 미국, 독일, 스페인, 이탈리아, 영국, 일본, 태국, 멕시코 세계 11개국의 정원이 조성됐다.
- 네덜란드 정원 : 큐겐 호프에서 열리는 봄꽃 축제를 모티브로 한 정원으로 풍차가 있다. 봄이 되면 정원 내에 튤립이 핀다.
- 미국 정원 : 미국 정원은 18세기 대저택과 농장을 배경으로 넓은 자연이 펼쳐진 버지니아 주의 정원을 콘셉으로 했다.

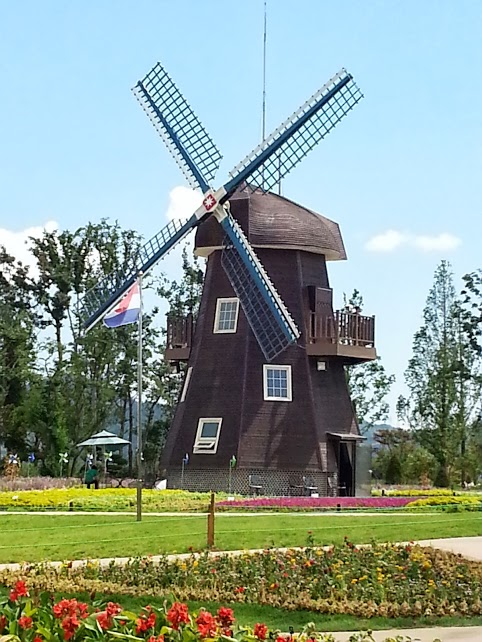
네덜란드 정원

- 참여정원
  - 작가, 시민, 기업체 등이 공모를 통해서 참여하게 되며, 형식에 얽매이지 않은 30여개의 다양한 정원이 조성되어 박람회장의 풍성함을 더하고 박람회 기간 이후에도 참가자들이 정원에 관심을 가지고 꾸며나갈 수 있다.
- 물의정원, 숲의정원
  - 정원과 호수, 연못, 계곡 습지 등 물이 가지는 다양한 경관을 즐길 수 있는 10개의 물의정원과 상수리나무숲, 메타세콰이어 숲, 소나무숲, 편백나무 숲 등 숲의정원이 박람회장내 곳곳에 배치되었다.

- 한방약초원

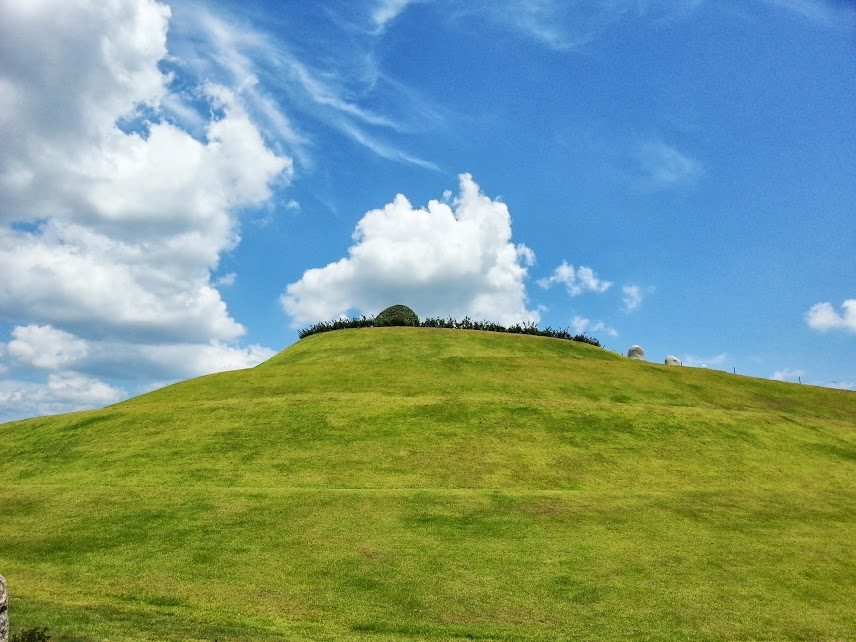
호수 정원가의 언덕

  - ‘건강과 웰빙’실현의 장으로서 정원박람회장에는 약초가 가지고 있는 특징과 효능을 테마로한 감상과 체험 공간인 ‘한방약초원’으로 구성된다.
  - 산, 들, 물가 등 대한민국에서 야생하는 모든 약초를 모아 15만m2의 재배공원과 체험관을 조성했다 체질 진맥, 아토피와 당뇨 등 현대사회에 유행하는 병을 치료하는 프로그램을 운영하여, 휴식하고 체험하는 약초의 또 다른 세계를 경험하도록 할 것입니다.

### 수목원

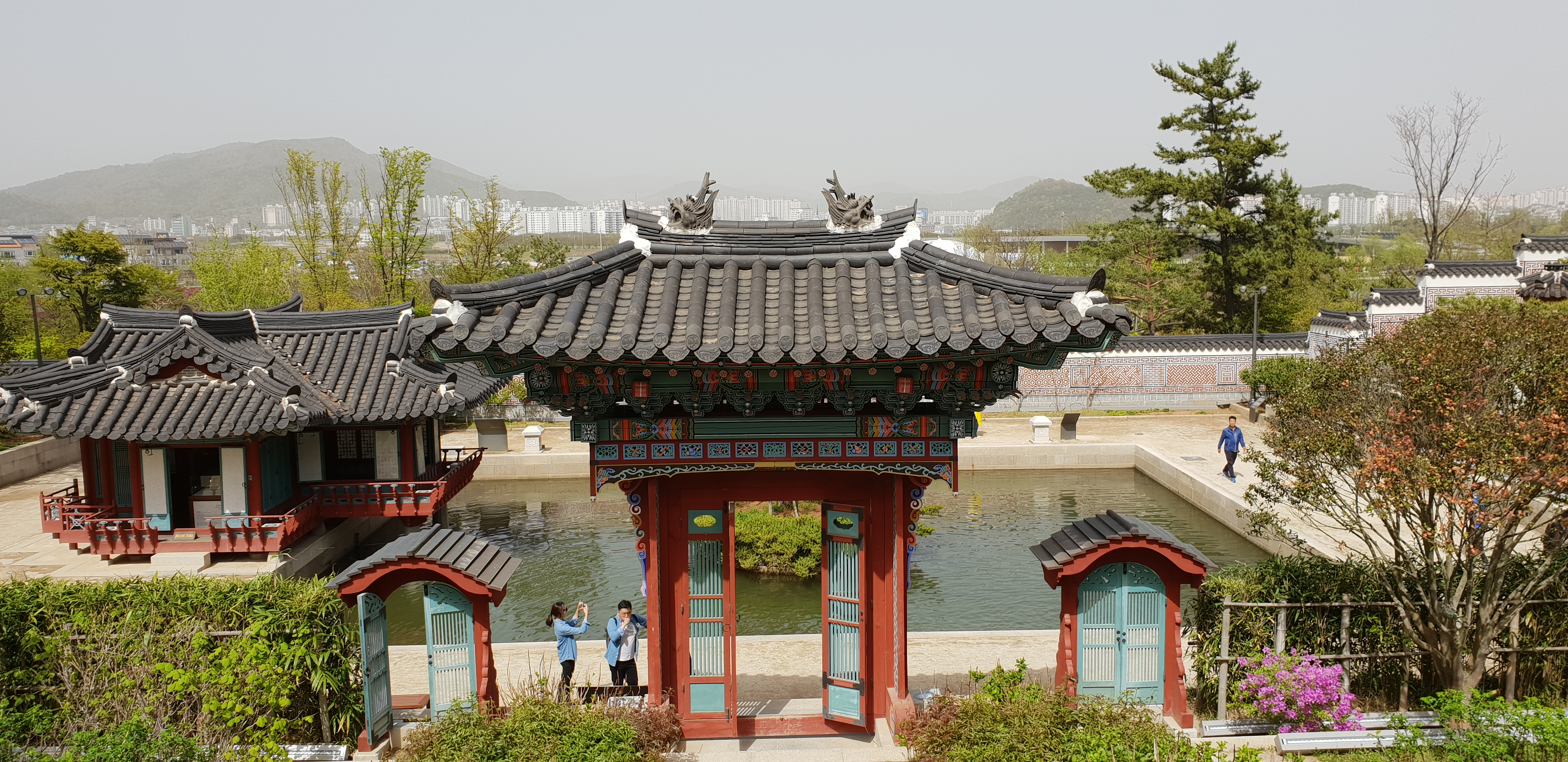
한국정원

- - 세계 각국에서 정원수로 활용되는 다양한 수종을 한곳에 모아둔 세계정원수원이 있다. 조선시대 정원으로 조성된 한국정원이 있다.
  - 우리나라의 기후변화에 따른 난대수종의 식생 변화 모습을 관찰 할 수 있는 난대수목원과 순천시의 대표 수종인 철쭉을 대규모로 조성한 철쭉원으로 구성되는 남도 숲 탐방 존으로 구성되어 있다.

### 국제습지센터
- - 정원박람회의 주제관이다.
  - 다양한 수생식물들이 군락을 이루어 생태환경교육을 위한 최적의 습지환경을 제공하게 될 것이며 비오톱 습지는 수생 동식물 및 조류를 관찰하는 생태 학습장으로 활용됨과 더불어 습지의 정화기능을 수행하게 된다.

- 저류지
  - 홍수예방 기능을 겸비하여 조성되는 저류지 공원은 평상시 축구장, 파크골프장, 잔디광장 등의 다양한 용도로 활용되어 휴식공간을 제공된다.

## 국제도시 협약체결
- 2009년 9월 1일: 독일 프라이부르크
- 2009년 9월 5일: 네덜란드 벤로
- 2009년 9월 15일: 스페인 사라고사
- 2010년 3월 8일: 중국 서안

## 갤러리

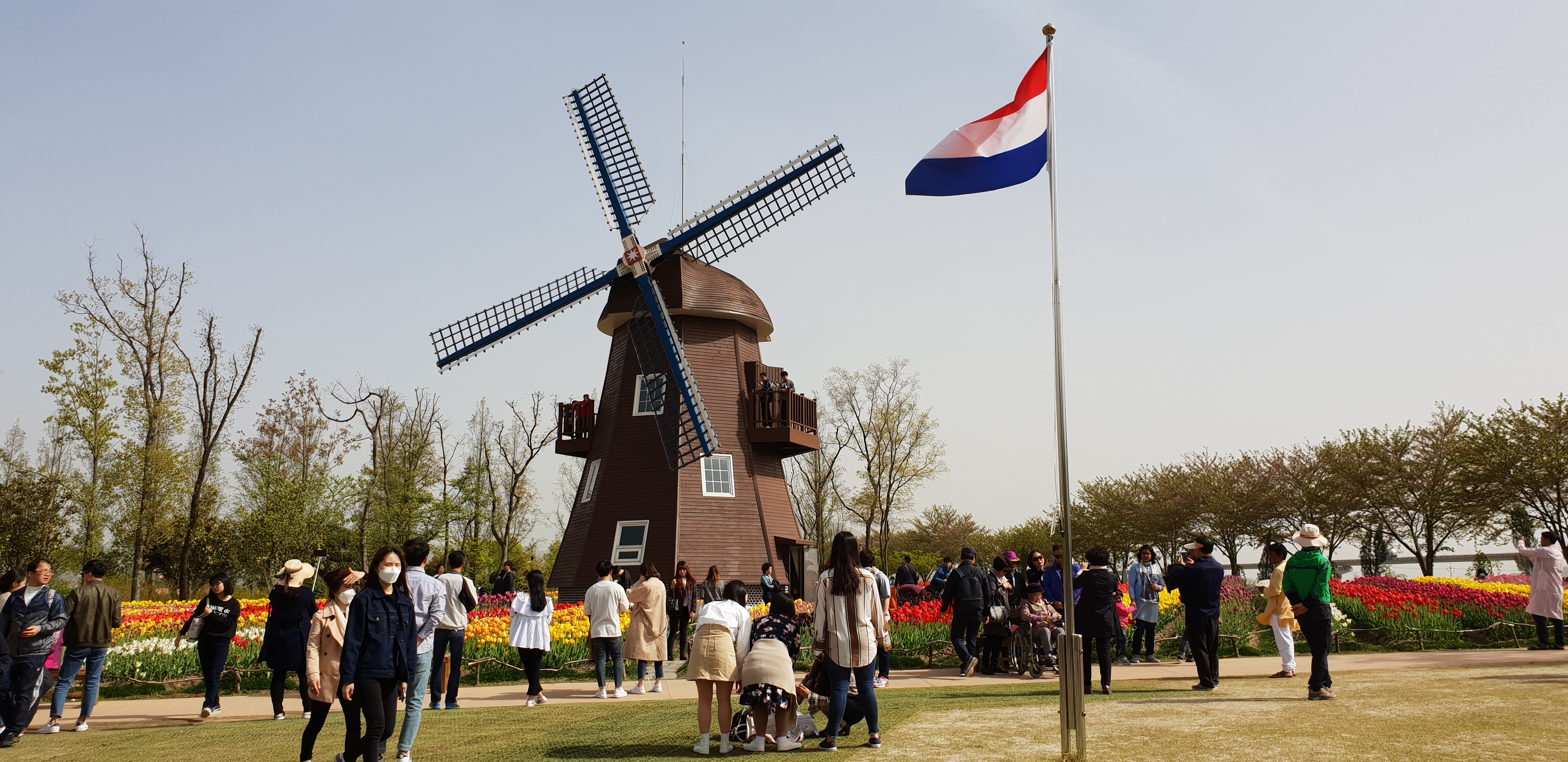
2018년 4월 네덜란드 정원
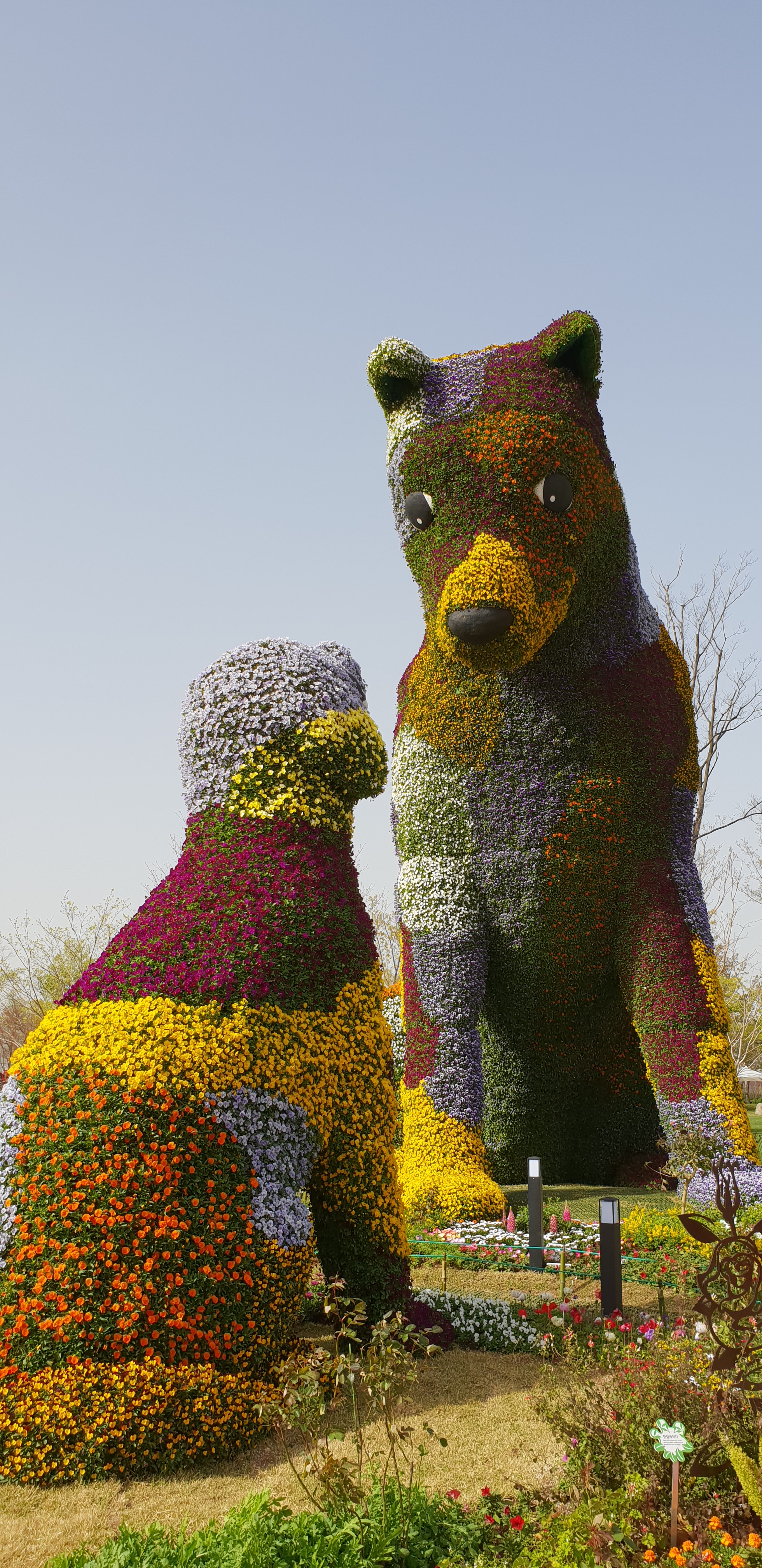
2018년 4월 야수의 장미공원